# Cryptoses choloepi
Cryptoses choloepi är en fjärilsart som beskrevs av Dyar 1908. Cryptoses choloepi ingår i släktet Cryptoses och familjen mott. Inga underarter finns listade i Catalogue of Life.